# Atomaria umbrina
Atomaria umbrina är en skalbaggsart som först beskrevs av Leonard Gyllenhaal 1827.  Atomaria umbrina ingår i släktet Atomaria, och familjen fuktbaggar. Arten är reproducerande i Sverige.